# عمران شيخ
عمران شيخ (1985 - ) هو لاعب كريكت هندي.